# Foulayronnes
Foulayronnes est une commune du sud-ouest de la France, située dans le département de Lot-et-Garonne, en région Nouvelle-Aquitaine.
Elle est la 11e ville du département et la 5e de l'aire urbaine agenaise qui rassemble une population de 103 715 habitants.
La ville de 5 368 habitants, située sur la rive droite de la Garonne, est au cœur de l'Agglomération d'Agen dont la population s'élève à  92 042 habitants, et de son unité urbaine.

## Géographie

### Localisation
| - OpenStreetMap Limite communale. |

Commune de l'aire d'attraction d'Agen située dans son unité urbaine au nord d'Agen. C'est une commune du sud-est du Lot-et-Garonne dans le pays des Serres, proche du Gers et du département de Tarn-et-Garonne, au nord de la Garonne. La ville est sur l'axe nord-sud d'Agen et Villeneuve-sur-Lot et ouest-est des villes de Bordeaux et de Toulouse.

### Communes limitrophes
Les communes limitrophes sont Agen, Bajamont, Castella, Colayrac-Saint-Cirq, La Croix-Blanche, Laugnac, Madaillan et Pont-du-Casse.
| Laugnac             | Castella     | La Croix-Blanche |
| Madaillan           | Foulayronnes | Bajamont         |
| Colayrac-Saint-Cirq | Agen         | Pont-du-Casse    |

### Géologie et relief

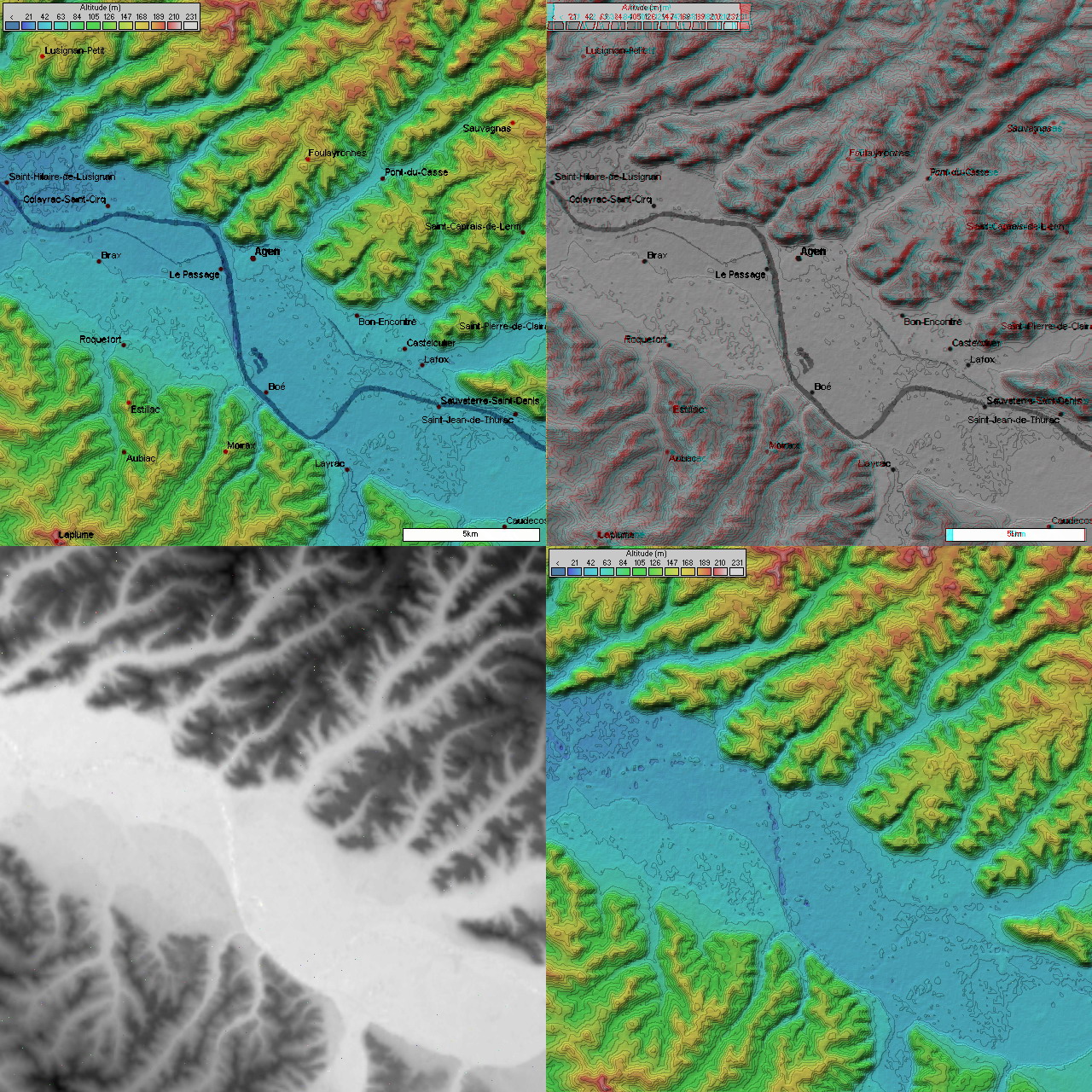
Topographie d'Agen.

Son altitude minimale est de 44 m et la maximale est de 206 mètres avec une moyenne de 125 mètres.
La mairie est à 176 m. La commune se trouve être la plus haute de l'agglomération.
D'après des études, le département de Lot-et-Garonne est en risque 0 pour les séismes.

### Pédologie
Dans le pays des Serres on retrouve tous types de sol, domination de l'argile à 39 %, terre limoneuse à 35 %, et sols sableux à 8 %. Les textures principales sont brunifiés et hydromorphes.

### Hydrographie

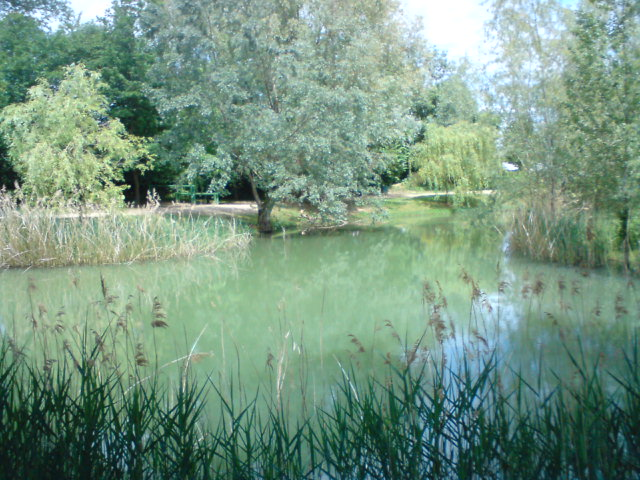
Lac de Flottis.

La Garonne passe au sud de la commune. La commune est traversée par le ruisseau de Courbarieux ainsi que la Ségone, sur laquelle le lac-réservoir de Talive se situe. Elle est aussi longée dans sa partie nord-est par le Ruisseau de Bourbon.
Plans d'eau :
- Lac de Talives.
- Lac de Flottis.

### Climat
Pour des articles plus généraux, voir Climat de la Nouvelle-Aquitaine et Climat de Lot-et-Garonne.
Historiquement, la commune est exposée à un climat océanique aquitain.  
En 2020, Météo-France publie une typologie des climats de la France métropolitaine dans laquelle la commune est exposée à un climat océanique altéré et est dans la région climatique Aquitaine, Gascogne, caractérisée par une pluviométrie abondante au printemps, modérée en automne, un faible ensoleillement au printemps, un été chaud (19,5 °C), des vents faibles, des brouillards fréquents en automne et en hiver et des orages fréquents en été (15 à 20 jours).
Pour la période 1971-2000, la température annuelle moyenne est de 12,9 °C, avec une amplitude thermique annuelle de 15,2 °C. Le cumul annuel moyen de précipitations est de 807 mm, avec 11 jours de précipitations en janvier et 6,5 jours en juillet. Pour la période 1991-2020, la température moyenne annuelle observée sur la station météorologique la plus proche, située sur la commune de Laroque-Timbaut à 10 km à vol d'oiseau, est de 14,0 °C et le cumul annuel moyen de précipitations est de 821,7 mm,. Pour l'avenir, les paramètres climatiques de la commune estimés pour 2050 selon différents scénarios d’émission de gaz à effet de serre sont consultables sur un site dédié publié par Météo-France en novembre 2022.

## Urbanisme

### Typologie
Au 1er janvier 2024, Foulayronnes est catégorisée ceinture urbaine, selon la nouvelle grille communale de densité à sept niveaux définie par l'Insee en 2022.
Elle appartient à l'unité urbaine d'Agen, une agglomération intra-départementale regroupant 16  communes, dont elle est une commune de la banlieue,,. Par ailleurs la commune fait partie de l'aire d'attraction d'Agen, dont elle est une commune de la couronne,. Cette aire, qui regroupe 81 communes, est catégorisée dans les aires de 50 000 à moins de 200 000 habitants,.

### Occupation des sols

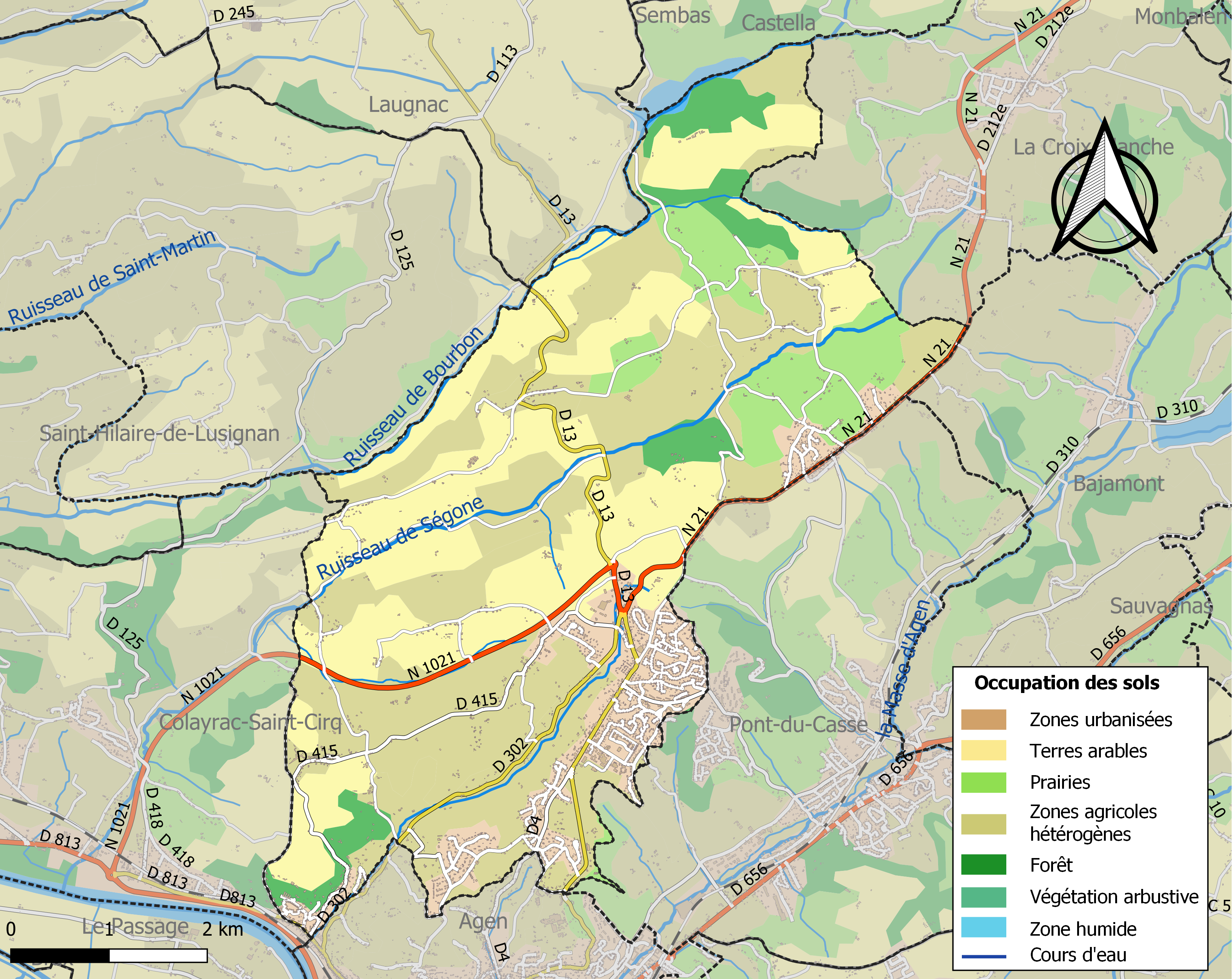
Carte des infrastructures et de l'occupation des sols de la commune en 2018 (CLC).

L'occupation des sols de la commune, telle qu'elle ressort de la base de données européenne d’occupation biophysique des sols Corine Land Cover (CLC), est marquée par l'importance des territoires agricoles (82,9 % en 2018), en diminution par rapport à 1990 (88,2 %). La répartition détaillée en 2018 est la suivante : 
zones agricoles hétérogènes (41,3 %), terres arables (32,7 %), zones urbanisées (10,9 %), prairies (9 %), forêts (6 %), eaux continentales (0,2 %). L'évolution de l’occupation des sols de la commune et de ses infrastructures peut être observée sur les différentes représentations cartographiques du territoire : la carte de Cassini (XVIIIe siècle), la carte d'état-major (1820-1866) et les cartes ou photos aériennes de l'IGN pour la période actuelle (1950 à aujourd'hui).

### Hameaux et lieux-dits
Foulayronnes étire ses 2884 hectares sur un long plateau de 15 km de long et 5 de large.
Le plan d'occupation des sols de la commune est réparti en plusieurs hameaux ce qui permet une meilleure répartition de l'habitat tout en conservant une physionomie naturelle[source insuffisante].

### Voies de communication et transports
L'orientation et la localisation de Foulayronnes par  rapport à quelques grandes villes françaises sont données dans le tableau suivant. Distance à vol d'oiseau[source insuffisante]
| Ville                | Agen         | Toulouse   | Bordeaux    | Marseille   | Nantes     | Montpellier | Lyon        | Nice       | Paris           |
| -------------------- | ------------ | ---------- | ----------- | ----------- | ---------- | ----------- | ----------- | ---------- | --------------- |
| Distance Orientation | attenant (S) | 94 km (SE) | 120 km (NO) | 392 km (SE) | 374 km (N) | 266 km (E)  | 369 km (NE) | 531 km (E) | 530 km (N - NE) |

#### Axes routiers
N 21 La route nationale 21, en direction de Villeneuve-sur-Lot.
D302 La départementale 302, en direction d'Agen.
D13 La départementale 13, en direction de Laugnac.
A62
L'autoroute A62, échangeur no 7 Le Passage d'Agen.

#### Transport urbain

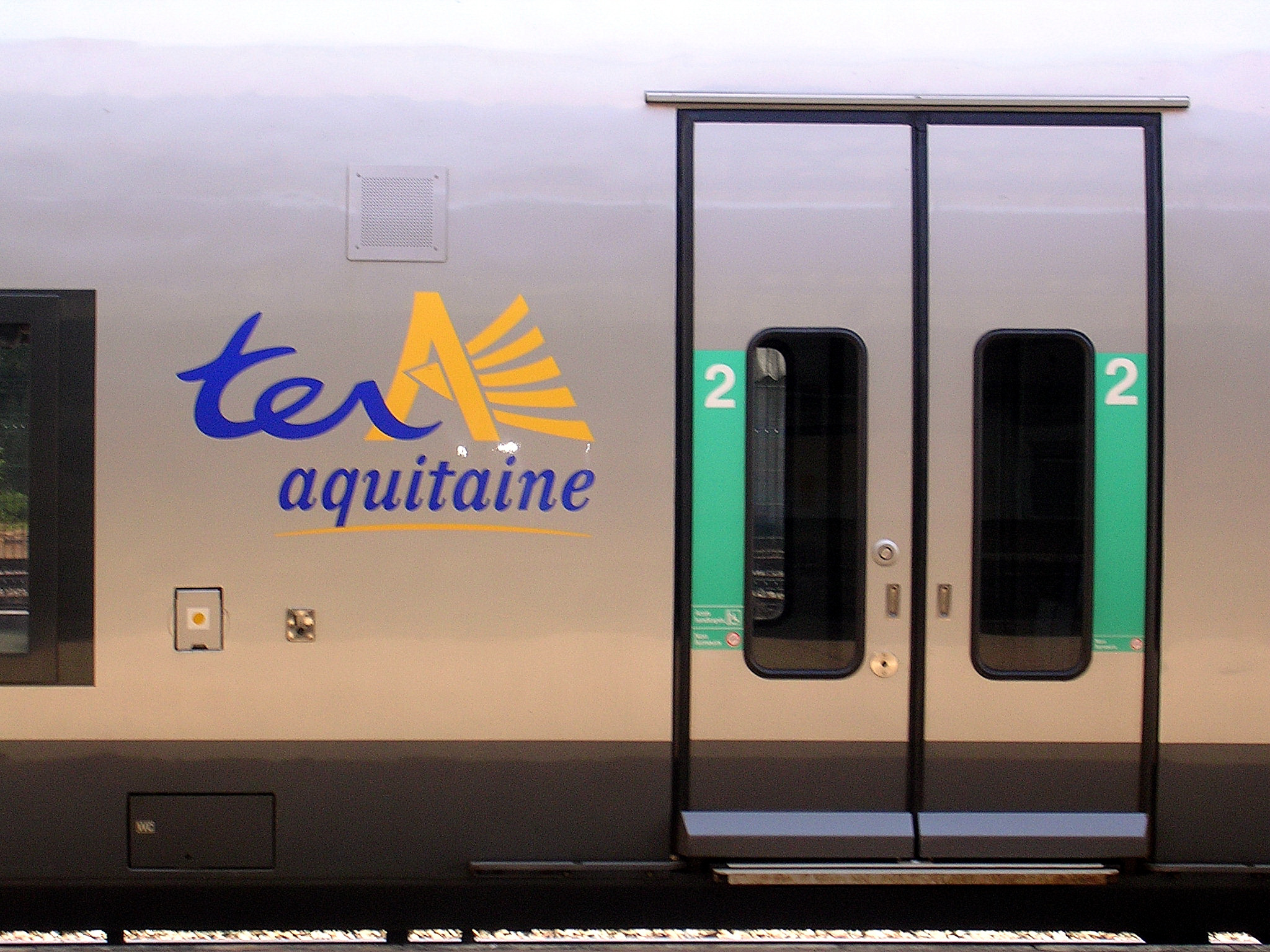
Train Express Régional Aquitaine.

Le réseau Tempo exploité par la société Keolis Agen et dessert les 29 communes de l'agglomération d'Agen soit un total de 92 042 habitants depuis le 30 mars 2012, en remplacement du réseau Transbus.
- Ligne bus du TER Nouvelle-Aquitaine sur l'axe Agen - Villeneuve-sur-Lot.

#### Aéroport Agen-La Garenne
L'aéroport Agen-La Garenne est installé à 9,5 km sur les communes du Passage et d'Estillac.
31 371 voyageurs ont été transportés en 2018.

#### Transport ferroviaire
La gare la plus proche est celle d'Agen environ 6 km
avec des TER Nouvelle-Aquitaine et bus desservant les régions Nouvelle-Aquitaine et Occitanie.

### Risques majeurs
Le territoire de la commune de Foulayronnes est vulnérable à différents aléas naturels : météorologiques (tempête, orage, neige, grand froid, canicule ou sécheresse), inondations, mouvements de terrains et séisme (sismicité très faible). Il est également exposé à un risque technologique, le transport de matières dangereuses. Un site publié par le BRGM permet d'évaluer simplement et rapidement les risques d'un bien localisé soit par son adresse soit par le numéro de sa parcelle.

#### Risques naturels
Certaines parties du territoire communal sont susceptibles d’être affectées par le risque d’inondation par une crue à  débordement lent de cours d'eau, notamment le Ruisseau de Ségone et le Ruisseau de Bourbon. La commune a été reconnue en état de catastrophe naturelle au titre des dommages causés par les inondations et coulées de boue survenues en 1982, 1983, 1993, 1999, 2003, 2009 et 2021,.
Les mouvements de terrains susceptibles de se produire sur la commune sont des affaissements et effondrements liés aux cavités souterraines (hors mines), des glissements de terrain et des tassements différentiels. Afin de mieux appréhender le risque d’affaissement de terrain, un inventaire national permet de localiser les éventuelles cavités souterraines sur la commune.

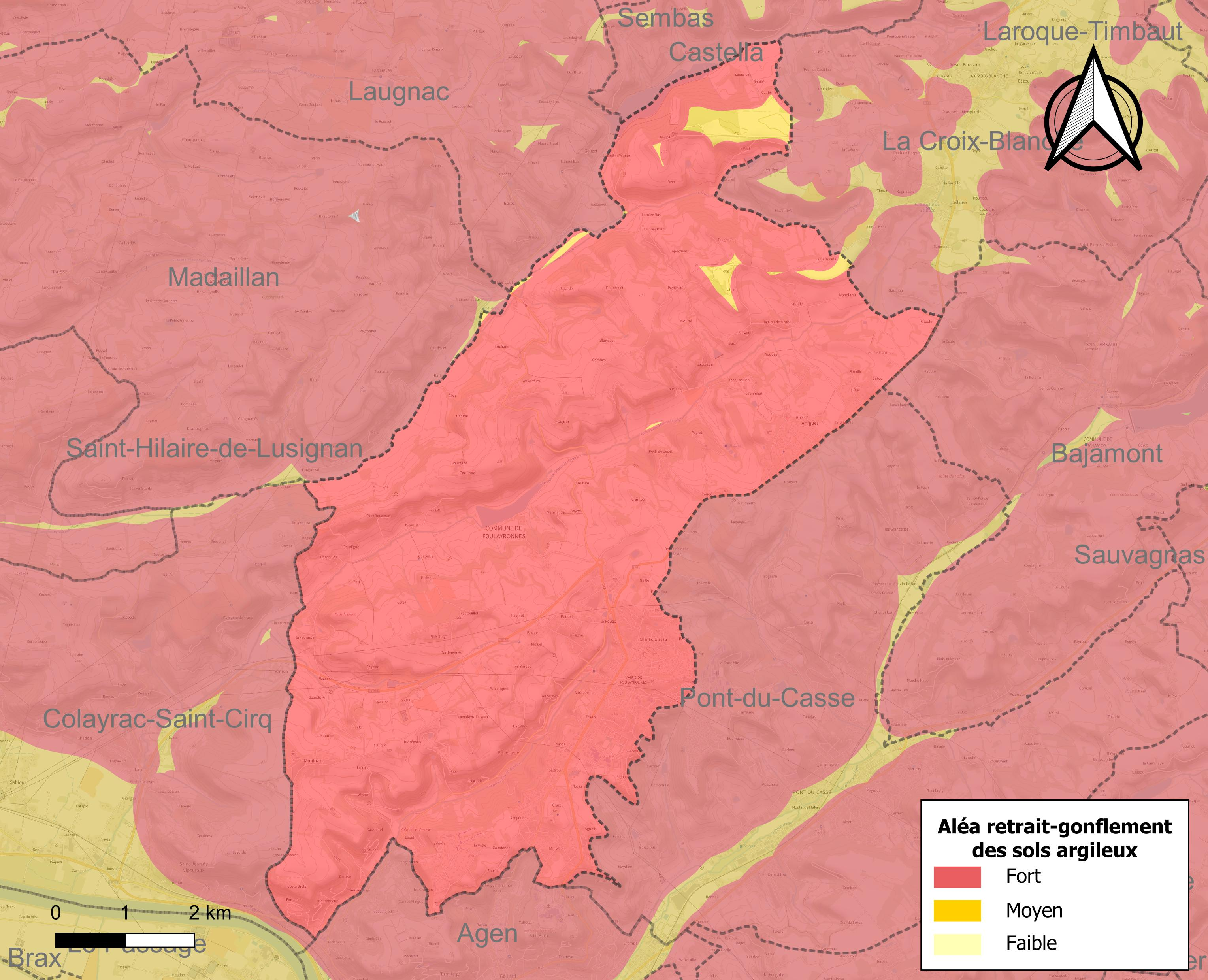
Carte des zones d'aléa retrait-gonflement des sols argileux de Foulayronnes.

Le retrait-gonflement des sols argileux est susceptible d'engendrer des dommages importants aux bâtiments en cas d’alternance de périodes de sécheresse et de pluie. La totalité de la commune est en aléa moyen ou fort (91,8 % au niveau départemental et 48,5 % au niveau national). Depuis le 1er octobre 2020, en application de la loi ELAN, différentes contraintes s'imposent aux vendeurs, maîtres d'ouvrages ou constructeurs de biens situés dans une zone classée en aléa moyen ou fort,.
Concernant les mouvements de terrains, la commune a été reconnue en état de catastrophe naturelle au titre des dommages causés par la sécheresse en 1989, 1991, 2002, 2005, 2006, 2011 et 2017 et par des mouvements de terrain en 1999 et 2016.

## Toponymie
De Fons Latronum, des déformations de la langue orale nous conduiront peu à peu au nom définitif de Foulayronnes donné à ce coin de verdure. C'est cette dernière appellation qui prévaudra lors de l'acte de naissance de la commune, à l'instar des autres hameaux entourant le site.

## Histoire
La commune de Foulayronnes est créée le 29 octobre 1795.
C'est la fontaine située près de l'église Saint-Martin dans le Vallon de Vivés (l'actuel Vallon de Vérone) qui préfigure l'acte de naissance. Cette source est connue sous le vocable latin de « FONS LATRONUM », c’est-à-dire « Fontaine des Voleurs ».
Lors des nombreuses pérégrinations de Saint-Jacques-de-Compostelle, le vallon est une voie secondaire permettant aux pèlerins venus du nord de la France de rejoindre le chemin principal de la Ténarèze. La fontaine est alors citée comme un « coupe gorge » notoire. Les « bandits de grands chemins », nombreux à l'époque, se cachent dans les trous et cavités creusés dans le tuf de la falaise voisine et détroussent les pèlerins désireux de se reposer tout en étanchant leur soif à l'eau miraculeuse de la source.

## Politique et administration

### Liste des maires
| Période                                  | Période   | Identité          | Étiquette | Qualité                                                 |
| ---------------------------------------- | --------- | ----------------- | --------- | ------------------------------------------------------- |
| Les données manquantes sont à compléter. |           |                   |           |                                                         |
|                                          |           |                   |           |                                                         |
| mars 1965                                | mars 1977 | Jacques Brunet    |           |                                                         |
| mars 1977                                | juin 1995 | Marc Castelnérac  | PS        |                                                         |
| juin 1995                                | mars 2014 | Jean-Michel Drapé | DVD       | Conseiller général du canton d'Agen-Nord de 2001 à 2015 |
| mars 2014 (réélu en mai 2020)            | En cours  | Bruno Dubos       | MoDem     |                                                         |

### Communauté d'agglomération d'Agen

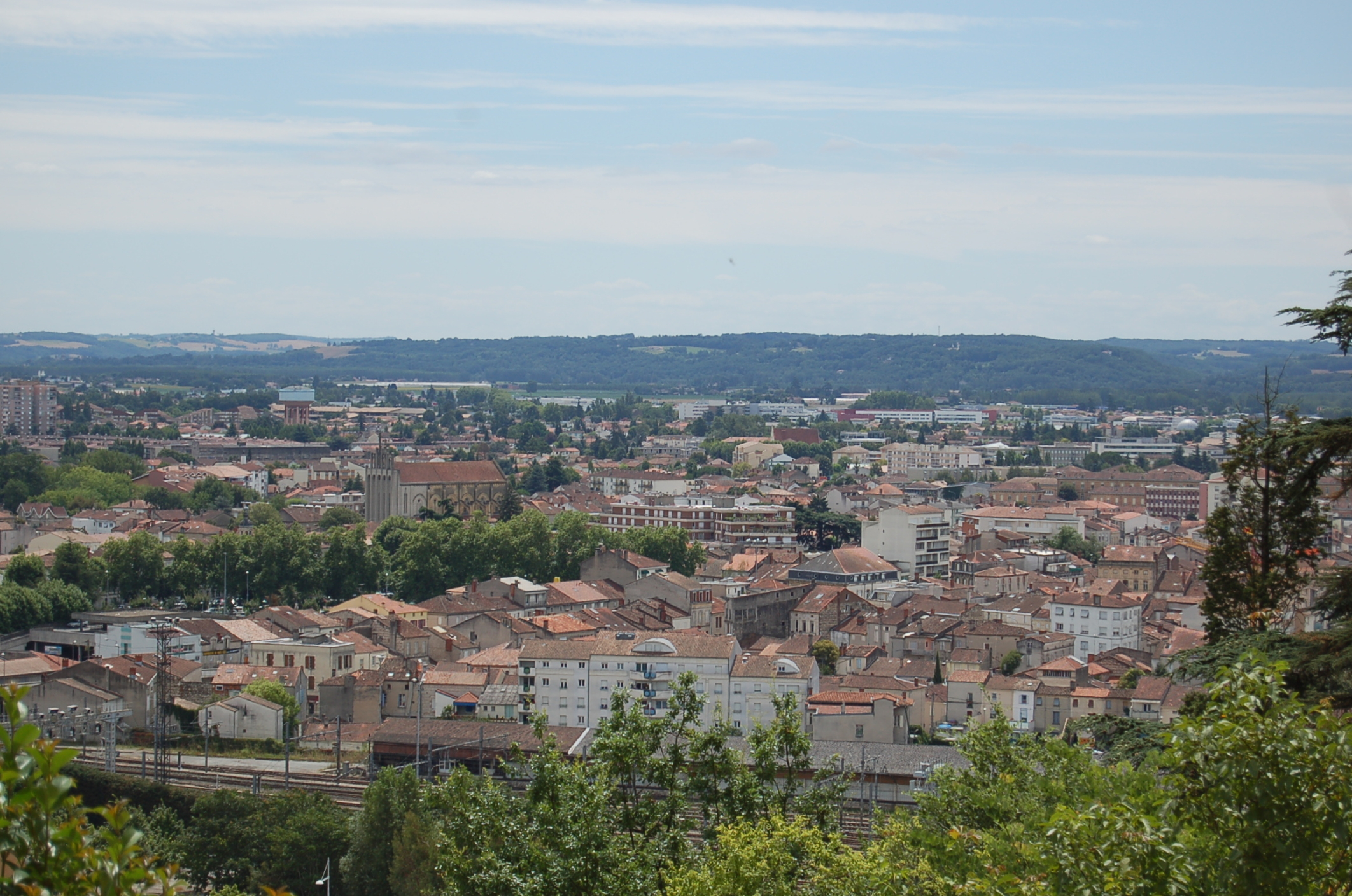
Vue d'Agen et de son agglomération.

L'Agglomération d'Agen regroupe vingt-neuf communes de l'aire urbaine d'Agen dont Foulayronnes.
Dans le cadre de son domaine de compétence, l'Agglomération d'Agen est l'autorité organisatrice du réseau de transports urbains et du service de collecte des déchets pour l'ensemble de l'agglomération.

## Démographie

### Évolution démographique
L'évolution du nombre d'habitants est connue à travers les recensements de la population effectués dans la commune depuis 1800. Pour les communes de moins de 10 000 habitants, une enquête de recensement portant sur toute la population est réalisée tous les cinq ans, les populations de référence des années intermédiaires étant quant à elles estimées par interpolation ou extrapolation. Pour la commune, le premier recensement exhaustif entrant dans le cadre du nouveau dispositif a été réalisé en 2007.

En 2022, la commune comptait 5 480 habitants, en évolution de +2,09 % par rapport à 2016 (Lot-et-Garonne : −0,18 %, France hors Mayotte : +2,11 %).
| 1800  | 1806  | 1821  | 1831  | 1836  | 1841  | 1846  | 1851  | 1856  |
| ----- | ----- | ----- | ----- | ----- | ----- | ----- | ----- | ----- |
| 1 314 | 1 233 | 1 239 | 1 231 | 1 208 | 1 240 | 1 294 | 1 227 | 1 164 |

| 1861  | 1866  | 1872  | 1876  | 1881  | 1886  | 1891  | 1896  | 1901 |
| ----- | ----- | ----- | ----- | ----- | ----- | ----- | ----- | ---- |
| 1 115 | 1 083 | 1 089 | 1 090 | 1 096 | 1 107 | 1 045 | 1 001 | 956  |

| 1906 | 1911 | 1921 | 1926  | 1931  | 1936  | 1946  | 1954  | 1962  |
| ---- | ---- | ---- | ----- | ----- | ----- | ----- | ----- | ----- |
| 968  | 934  | 925  | 1 025 | 1 069 | 1 066 | 1 135 | 1 154 | 1 235 |

| 1968  | 1975  | 1982  | 1990  | 1999  | 2006  | 2007  | 2012  | 2017  |
| ----- | ----- | ----- | ----- | ----- | ----- | ----- | ----- | ----- |
| 1 997 | 2 567 | 3 046 | 4 343 | 4 597 | 4 874 | 4 902 | 5 167 | 5 430 |

| 2022  | - | - | - | - | - | - | - | - |
| ----- | - | - | - | - | - | - | - | - |
| 5 480 | - | - | - | - | - | - | - | - |

### Superficie et population
| Zones            | Population | Surface (km2) | Densité (/km2) |  |
| ---------------- | ---------- | ------------- | -------------- |  |
| Foulayronnes     | 5 171      | 28.86         | 179,2          |  |
| Unité urbaine    | 67 444     | 148           |                |  |
| Aire urbaine     | 103 715    | 830.52        | 113            |  |
| Région Aquitaine | 3 119 778  | 41 309        | 76             |  |

La ville de Foulayronnes a une superficie de 28,9 km2 et une population de 5368 habitants, ce qui la classe[source insuffisante]:
| Rang                  | Superficie | Population | Densité |
| --------------------- | ---------- | ---------- | ------- |
| France                | 4084e      | 2067e      | 4808e   |
| Aquitaine             | 310e       | 105e       | 201e    |
| Lot-et-Garonne        | 31e        | 11e        | 19e     |
| Arrondissement d'Agen | 4e         | 5e         | 10e     |
| Agglomération d'Agen  | 4e         | 5e         | 10e     |
| Canton d'Agen-Nord    | 1er        | 1er        | 1er     |

## Chiffres clés
- Progression de population de 1999 à 2006 : 6,6 %
- Part des hommes : 49,3 % en 1999 ; 48,9 % en 2006
- Part des femmes : 50,7 % en 1999 ; 51,1 % en 2006
- Marié(e) : 56,3 %
- Célibataire : 29,7 %
- Veuf(veuve): 5,8 %
- Divorcé(e) : 8,2 %
- Taux de chômage (2017) : 10,1%
- Revenus moyens par ménages (2015) :  28 626 € /an (moyenne nationale : 20 300€/an)

En 2007
- Actifs : 2 336
- Actifs occupés : 44,4 %
- Retraités ou préretraités : 22,3 %
- Élèves, étudiants, stagiaires non rémunérés : 9,2 %
- Autres inactifs : 20,9 %
- Ensemble des logements : 2 114
- Résidences secondaires : 16
- Résidences principales : 2 014
- Logements vacants : 84
- Part des propriétaires : 72,1 %
- Part des locataires : 26,4 %
- Part des résidences principales achevées avant 1949 : 10,0 %
- Nombre moyen de pièces par résidence principale : 4,6
- Nombre moyen de pièces par maison : 4,9
- Nombre moyen de pièces par appartement : 3,3
- Part des ménages occupant un logement équipé d'une installation sanitaire : 99,8 %
- Part des ménages disposant au moins d'une voiture : 94,9 %

Sources : Insee, Enquête annuelle

## Économie
La commune possède un village d'entreprises bénéficiant d'infrastructures adaptées pour l'accueil d'entreprises industrielles et commerciales. Avec des voiries renforcées, de l'eau potable, l'électricité, télécommunication, de l'éclairage public, l'assainissement, et une déchèterie.
Le village d'entreprises dispose de différents terrains 1,3 ha au total. Des aides spécifiques à l'implantation d'entreprises sont données  comme l'exonération de taxe professionnelle, et une prime d'aménagement du territoire.
On y retrouve des artisans pérennisant les vieux métiers d'antan comme l'atelier du dinandier, de tapisserie en ameublement, atelier de marqueterie.
La ville possède les services qui contribuent au dynamisme de la commune : garages, boulangeries, épicerie, artisans du bâtiment, bar-tabac, journaux, banques, restaurants.
Deux fermes biologiques installées le Gaec de L'Eau Vive à Monbran et la ferme Bird à Artigues.
Quelques autres fermes assurent la poursuite de l'agriculture traditionnelle avec la production d'élevage traditionnel (veau sous la mère) ainsi que de fruits et légumes de 1re qualité.
L'Institut des filtrations et des techniques séparatives (Centre de ressources technologiques - association loi de 1901 - Créé en 1981 labellisé en février 1997), leader mondial de la filtration, a installé ses laboratoires depuis 1981 à Foulayronnes.

## Vie locale

### Enseignement
La ville possède plusieurs structures d'enseignement supérieur.
- Halte garderie municipale
- Crèche familiale municipale
- École maternelle (rue Le Roy)
- École primaire (rue Tissidre)
- L'AFPA (Association pour la formation professionnelle des adultes) accompagne le développement professionnel des demandeurs d'emploi, des salariés, des jeunes et fournit à l'État, aux collectivités territoriales et aux entreprises des prestations de qualité en matière de gestion des ressources humaines.
- L'IFSI (Institut de Formation en Soins Infirmier) dispense des formations initiales d'infirmiers(ères) diplômés(es) d'État et d'aides-soignants(es). Il assure aussi la formation continue des personnels de santé.
- Le lycée professionnel Jean-Monnet assure une formation à partir de la 3e technologique dans les filières de l'électrotechnique, de l'électronique, la mécanique, la productique mécanique, maintenance des véhicules automobiles, carrosserie, structures métalliques.

#### Centre de Loisirs
- L'accueil de loisirs municipal Les P'tits Bonhommes pour les enfants âgés de 3 à 13 ans les mercredis et vacances scolaires, au sein des groupes scolaires.
- L'accueil de Loisirs municipal de Flottis pour les enfants âgés de 6 à 13 ans, l'été.

### Culture

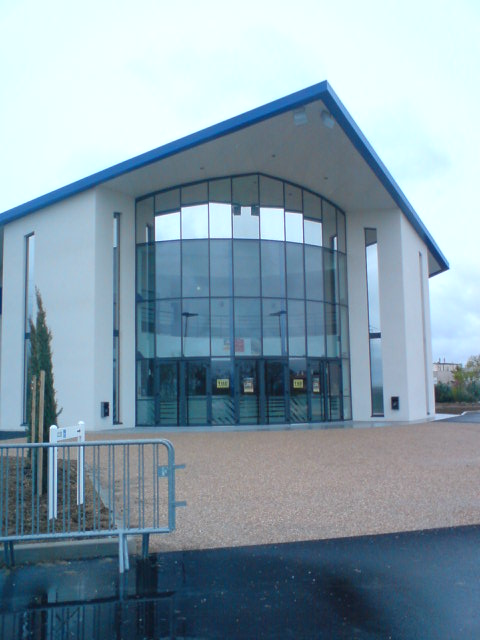
Centre culturel.

La commune dispose d'un espace culturel, Le Galion, et y développe une programmation culturelle avec des spectacles proposés par la mairie et des associations locales.
Foulayronnes finance une école de musique : l'école de musique associative Musiquenvie.

### Sports
- La FBB (Foulayronnes Basket Ball) a obtenu, en saison 2007-2008, le titre de champion départemental pour les cadettes, et champion régionale pour les minimes filles. Ils participent au championnat de France en saison 2008-2009.
- AS Caoulet Foulayronnes

### Santé

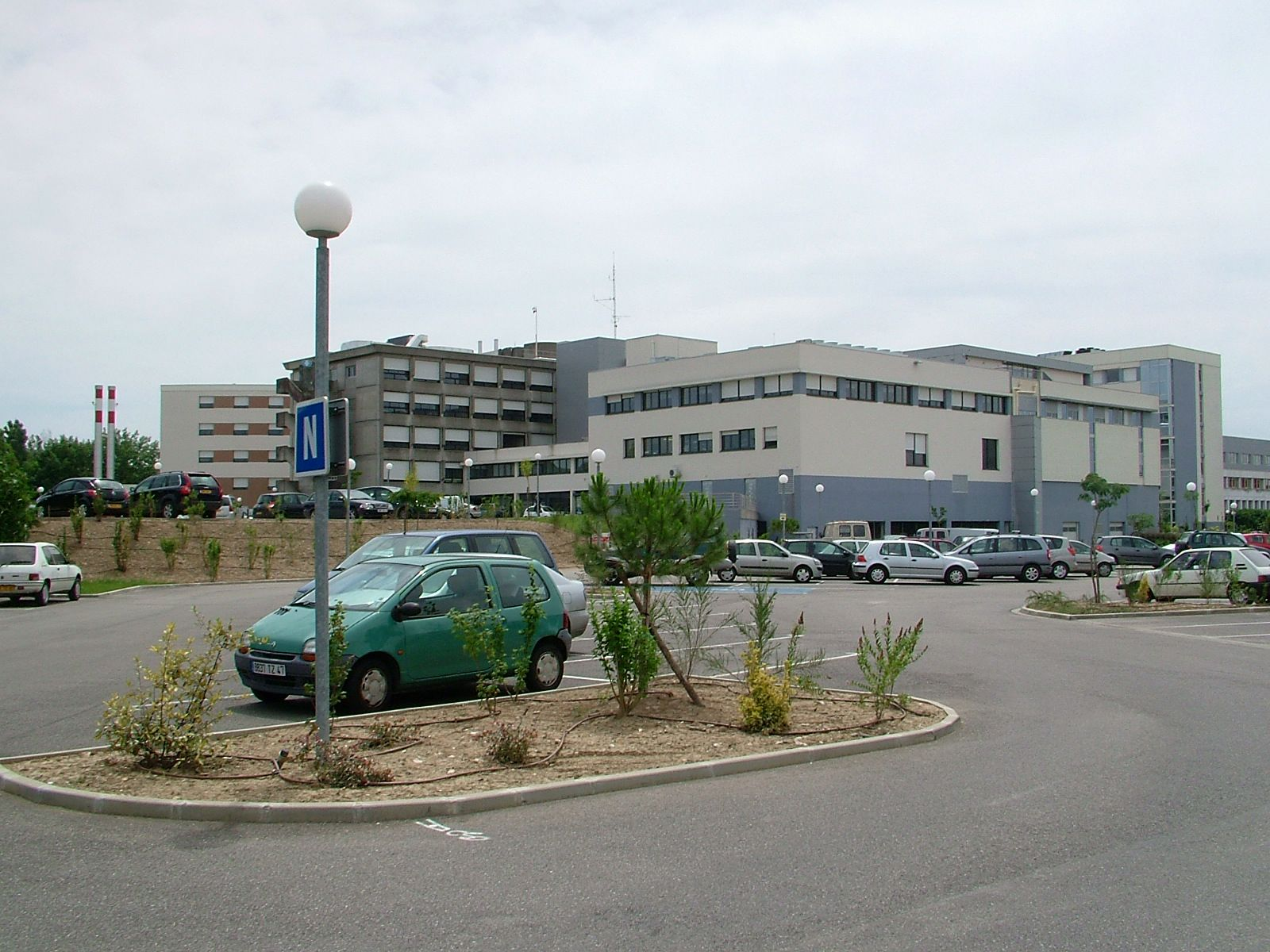
Clinique d'Agen.

La ville dépend beaucoup d'Agen sur la santé :
- Hôpital Saint-Esprit au nord d'Agen
- Clinique Saint-Hilaire Esquirol
- Hôpital de Monbran

### Écologie - Recyclage
La communauté d'agglomération a équipé tous les foyers de cinq conteneurs (verre, papier et journaux, ordures ménagères, emballages et déchets verts) au but d'un tri sélectif de l'usager.
Plusieurs ramassages par semaine sont effectués séparément pour chaque matière.
La commune dispose d'une des quatre déchèteries de l'agglomération, située dans la zone industrielle.

#### Infrastructures
La commune compte aujourd'hui :
- Trois terrains en herbe rugby et football
- Trois courts de tennis éclairés, et un mur d'entraînement
- Une salle omnisports
- Un dojo pour les arts martiaux
- Une salle de musculation
- Deux terrains extérieurs de basket-ball
- Un gymnase intercommunal (handball ; basket-ball)

équipement pour Tennis de table et badminton
- Une piste d'athlétisme
- Terrains de pétanque
- Sentiers de randonnées
- Un parcours de santé site de Flottis.

## Culture locale et patrimoine

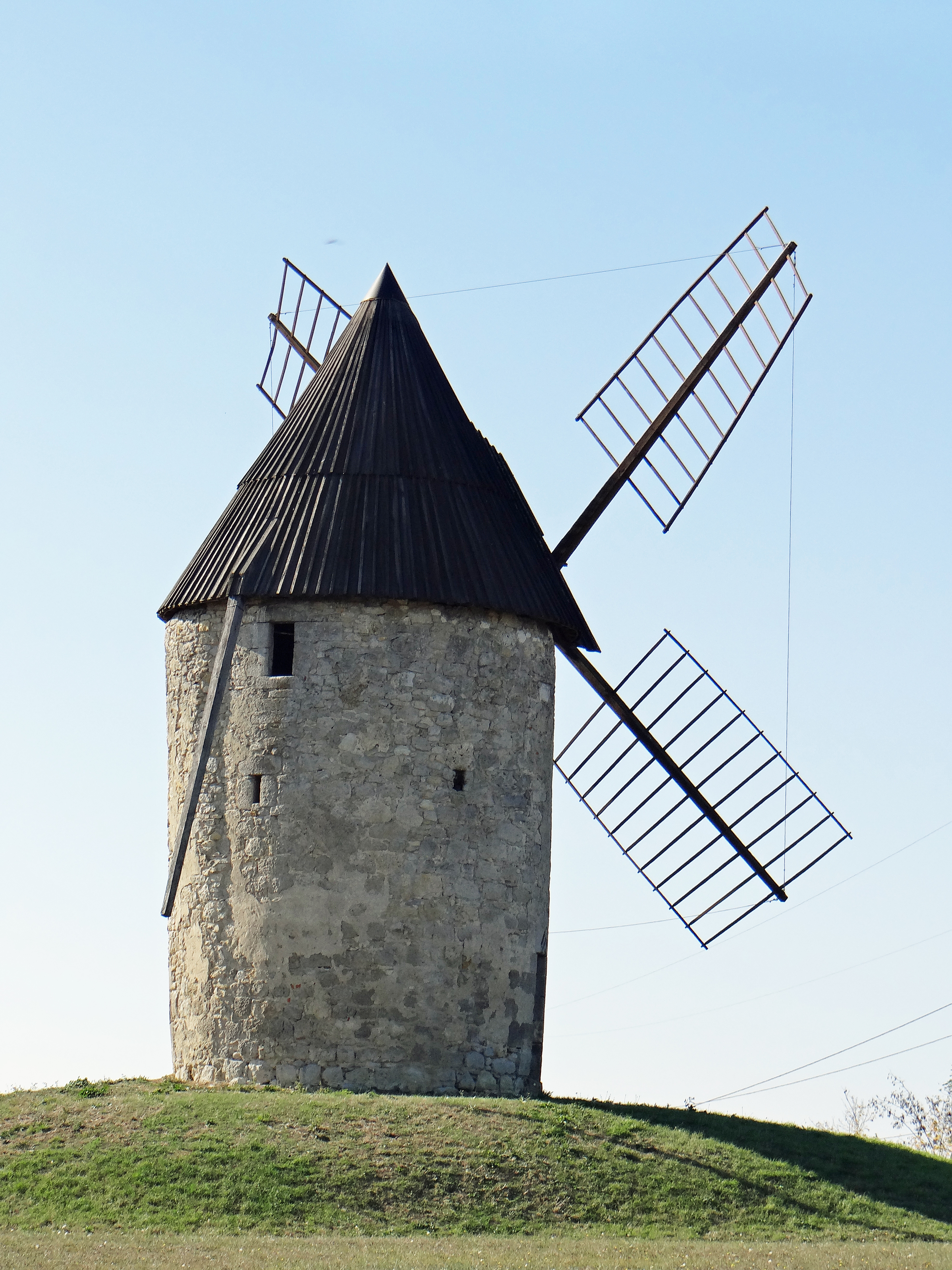
Moulin à Monbran.

### Lieux et monuments

#### Patrimoine civil
- Les moulins à vent restaurés dont un capable de moudre le grain
- Le château de Talives
- Château de Doumens route de Cayssat
- Château d'Arasse
- Hôpital de Monbran ancienne résidence d'été des évêques d'Agen
- Différentes grottes
- Lac de Talives
- Espace Flottis

#### Patrimoine religieux
- Église Saint-Martin de Foulayronnes.
- Église Saint-Sernin d'Artigues du XIe siècle a été inscrite monument historique le 30 décembre 1925, l'arrête a été annulé et elle a été réinscrite le 8 décembre 1941[31].
- Église du Caoulet (XIIIe – XVe siècles).
- Église Saint-Jean-Baptiste de Monbran  du XIIe siècle, remaniée au  XVIIe siècle a été inscrite monument historique le 11 mars 1980[32]. Elle contient des objets remarquables, bénitier en pierre, statue en bois doré de Vierge à l'enfant, crucifix en bois.
- Église Saint-Jacques de Pauilhac (XVIIe siècle).

### Personnalités liées à la commune
- Famille de Saint Exupéry (tombe du cimetière de Paulhac) et Montesquieu ayant toutes deux habité le château d'Arasse
- Famille de Sevin au château de Talives toujours en leur possession
- Nostradamus et Jules César Scaliger résidèrent au Vallon de Vérone plusieurs dizaines d'années.
- Jean Rivalland (1893-1965), haut-fonctionnaire né sur la commune.
- Michel Thierry (1928-2021), né sur la commune, industriel du textile installé à Laroque-d'Olmes en Ariège.

### Héraldique
| Blason de Foulayronnes | Blason  | D'azur semé de fleurs de lis d'or, à la fontaine jaillissante d'argent ; au chef cousu de gueules chargé de trois coquilles d'or. |
| Blason de Foulayronnes | Détails | Le statut officiel du blason reste à déterminer.                                                                                  |

## Médias

### Presse écrite
On peut trouver dans la commune plusieurs types de journaux, Le Sud Ouest par exemple (siège à Bordeaux) avec une actualité régionale, Le Petit Bleu journal de l'Agenais ou la Dépêche du midi actualité du Lot-et-Garonne. La commune conçoit aussi sa lettre municipale : Temps forts.

### Radios
Quatre radios émettent des décrochages à destination de l'agglomération agenaise :
- Virgin Radio Agen (89.8 FM) ;
- 47 FM (87.7 FM), créée en 2007 ;
- ARL (98.1 FM) ;
- Radio Bulle (93.6 FM).

### Télévision
Dans le département de Lot-et-Garonne, les chaînes régionales se limitent à
France 3 Aquitaine.